# Macronicophilus unguiseta
Macronicophilus unguiseta är en mångfotingart som beskrevs av Pereira, Foddai och Minelli 2000. Macronicophilus unguiseta ingår i släktet Macronicophilus och familjen Macronicophilidae. Inga underarter finns listade i Catalogue of Life.